# 1896 na arte

## Nascimentos
| Data            | Nome                      | Profissão                                            | Nacionalidade                              | Observações | Ref |
| --------------- | ------------------------- | ---------------------------------------------------- | ------------------------------------------ | ----------- | --- |
| 9 de fevereiro  | Alberto Vargas            | pintor                                               | Peru                                       | m. 1982     |     |
| 25 de fevereiro | Alberto da Veiga Guignard | pintor                                               | Brasil                                     | m. 1962     |     |
| 2 de abril      | Gregori Warchavchik       | arquiteto modernista                                 | Império Russo / Brasil                     | m. 1942     |     |
| 14 de abril     | Alfredo Volpi             | pintor                                               | Brasil                                     | m. 1988     |     |
| 15 de maio      | Belmonte                  | cartunista, caricaturista e ilustrador               | Brasil                                     | m. 1947     |     |
| 29 de dezembro  | David Alfaro Siqueiros    | pintor muralista                                     | México                                     | m. 1974     |     |
| 22 de outubro   | José Leitão de Barros     | professor, cineasta, jornalista, dramaturgo e pintor | Reino Unido de Portugal, Brasil e Algarves | m. 1967     |     |
| 29 de dezembro  | David Alfaro Siqueiros    | pintor                                               | México                                     | m. 1974     |     |
| ??              | Francis Pelichek          | pintor, desenhista e professor                       | Áustria-Hungria / Brasil                   | m. 1937     |     |
| ??              | António Montês            | jornalista, escritor e conservador de museus         | Reino Unido de Portugal, Brasil e Algarves | m. 1967     |     |

## Mortes
| Data         | Nome                 | Profissão                                    | Nacionalidade | Observações | Ref   |
| ------------ | -------------------- | -------------------------------------------- | ------------- | ----------- | ----- |
| 13 de agosto | John Everett Millais | um dos fundadores da Irmandade Pré-Rafaelita | Reino Unido   | n. 1829     | [ 1 ] |
| ??           | Mårten Eskil Winge   | pintor                                       | Suécia        | n. 1825     |       |
| ??           | João António Correia | pintor e professor                           | Portugal      | n. 1822     |       |